# Sportpark Eemnesserweg
Sportpark Eemnesserweg is een sportaccommodatie voor hockey en tennis in het Noord-Hollandse Laren. Er bevinden zich op het terrein ook een sporthal en een zwembad met fitnessruimte.
Sinds 1928 speelt de Larensche Mixed Hockey Club en sinds 1930 de Larense Lawn Tennis Club haar thuiswedstrijden op het terrein. Hier werd in 1979 een van de eerste kunstgrasvelden aangelegd. In totaal telt het sportpark 5 hockeyvelden en 9 tennisbanen. Het eerste waterveld van Laren dateert van 1994. In de zomer van 2012 werd het tweede waterveld aangelegd.
Naast verschillende recente en minder recente play off finales, was het sportpark ook toneel van de strijd om de Europacup II dames 2004 die de thuisclub won. 